# Ulrico Goevert
Frei Ulrico Goevert O.Carm. (Darfeld, Alemanha, 13 de julho de 1902 — Paranavaí, 26 de outubro de 1983) foi um sacerdote católico alemão,  que trabalhou 47 anos no Brasil.
Seu nome de batismo era Hubert. Inicialmente pretendia ser engenheiro de mineração, mas seguindo o chamado de Deus, optou por entrar no seminário dos Carmelitas em Bamberg. Ali fez seus estudos de Filosofia e Teologia. Foi ordenado no dia 24 de junho de 1928.
Já como seminarista sentia o desejo de ser missionário. Por isso pensou em ir para a Indonésia, um país asiático onde o catolicismo não é a religião majoritária. Porém, o Superior Geral dos Carmelitas o designou para ser mestre de noviços em Pernambuco. Tão logo recebeu a carta-obediência, partiu para o Brasil. Chegou em Recife no dia 1º de março de 1936. Trabalhou no Nordeste brasileiro principalmente como mestre de noviços, capelão de hospitais e Ordens de Terceiras do Carmo. Em 1951 transferiu-se  para Paranavaí, assumindo a Paróquia São Sebastião, que na época era maior do que a atual diocese. Em 1965 foi transferido para Graciosa como pároco. Em 1970 voltou para Paranavaí.
Em 1952 fundou em Paranavaí a Escola Paroquial, que se tornou no atual Colégio Nossa Senhora do Carmo, e em 1954 o Jardim de Infância, que se tornou na Escola São Vicente de Paulo. Foi um dos fundadores da Santa Casa de Paranavaí.
No fim da vida em seu testamento espiritual escreveu: “Ó meu Deus, por Maria, a Mãe de Jesus, ofereço a minha vida em favor da Ordem do Carmo e da diocese de Paranavaí”. Está sepultado na cripta da Igreja São Sebastião de Paranavaí.